# Tele-Madrid
Tele-Madrid fue un programa de televisión, emitido por TVE en 1957.

## Formato
Se trata del primer programa de variedades, en el que se alternan entrevistas e información sobre actualidad emitido en España. Los presentadores fueron los periodistas Tico Medina y Yale, que posteriormente repetirían en otros programas que respondían a fórmulas similares, como Sierra, mar o nada o Plaza de España. 
El programa se emitía en directo desde los estudios que Televisión Española poseía en el Paseo de La Habana de Madrid.